# Leocyma caeca
Leocyma caeca är en fjärilsart som beskrevs av Emilio Berio 1935. Leocyma caeca ingår i släktet Leocyma och familjen trågspinnare. Inga underarter finns listade i Catalogue of Life.